# باريس تورز 2005
باريس تورز 2005 (بالفرنسية: Paris-Tours 2005)‏ هو سباق دراجات هوائية، وهو الموسم رقم 99 من باريس تورز، وأقيم في 9 أكتوبر 2005 ضمن سباقات برو تور 2005.
فاز بالمركز الأول إريك تسابل، وبالمركز الثاني دانيلي بيناتي، وبالمركز الثالث ألان ديفيس.

## الفائزون
| الترتيب | الفائز        |
| ------- | ------------- |
| الفائز  | إريك تسابل    |
| الثاني  | دانيلي بيناتي |
| الثالث  | ألان ديفيس    |